# Teleutaea brischkei
Teleutaea brischkei är en stekelart som först beskrevs av Holmgren 1860.  Teleutaea brischkei ingår i släktet Teleutaea och familjen brokparasitsteklar. Arten är reproducerande i Sverige. Inga underarter finns listade i Catalogue of Life.